# David White (futbolista)
David White (North Lanarkshire, 23 de agosto de 1933 - ibídem, 17 de julio de 2013) fue un entrenador de fútbol y jugador profesional escocés que jugaba en la demarcación de centrocampista.

## Biografía
David White debutó como futbolista profesional en 1957 a los 24 años de edad con el Clyde FC, club con el que se retiraría posteriormente en 1966, haciando un total de nueve temporadas en las que jugó 223 partidos y marcó 42 goles, consiguiendo una Primera División de Escocia, una copa de Escocia y una copa de Glasgow. Tras retirarse se convirtió en el entrenador del club en el que permaneció como futbolista, aunque tan solo durante una temporada. En 1967 fichó como entrenador del Rangers FC y tras dos temporadas, el club le rescindió el contrato, convirtiéndose en el primer entrenador que no conseguía un trofeo con el equipo. Después de tres años en blanco, fichó por el Dundee FC, donde estuvo cinco temporadas y consiguió una copa de la Liga de Escocia.
David White falleció el 17 de julio de 2013 a los 80 años de edad.

## Clubes

### Como jugador
| Club     | País    | Año         | Partidos | Goles |
| -------- | ------- | ----------- | -------- | ----- |
| Clyde FC | Escocia | 1957 - 1966 | 223      | 42    |

### Como entrenador
| Club       | País    | Año         |
| ---------- | ------- | ----------- |
| Clyde FC   | Escocia | 1966 - 1967 |
| Rangers FC | Escocia | 1967 - 1969 |
| Dundee FC  | Escocia | 1972 - 1977 |

## Palmarés

### Como jugador
Clyde FC
- Primera División de Escocia: 1957, 1962
- Copa de Escocia: 1958
- Copa de Glasgow: 1959

### Como entrenador
Dundee FC
- Copa de la Liga de Escocia: 1974